# 専門学校穴吹デザインカレッジ
専門学校穴吹デザインカレッジ（せんもんがっこうあなぶきデザインカレッジ）は、香川県高松市で学校法人穴吹学園が経営する専門学校である。

## 所在地
- 香川県高松市錦町一丁目3番5号

## 設置学科
- グラフィックデザイン学科
- マンガ・コミックイラスト学科
- トータルインテリア学科

## 沿革
- 1992年 - 専門学校穴吹カレッジオブデザインとして開校。
- 2002年 - 校名を「専門学校穴吹デザインカレッジ」に変更。